# Florent Carton
Florent Carton detto Dancourt (Fontainebleau, 1º novembre 1661 – Courcelles, 6 dicembre 1725) è stato un drammaturgo e attore teatrale francese.

## Biografia
Iniziò imitando Molière ma intese creare, rispetto a quel modello, un teatro di più lieve impianto, ispirato al divertimento e alla fantasia e tuttavia non privo di acute osservazioni di costume. Ebbero una notevole fortuna Il cavaliere alla moda (Le chevalier à la mode, 1687), L'estate delle civette (L'été des coquettes, 1690), Il tutore (Le tuteur, 1695).